# 奧里納 (內華達州)
奧里納（英語：Oreana）是位於美國內華達州潘興縣的鬼鎮。

## 歷史
奧里納的郵局於1867年設立，1883年關閉後又於1913年重啟，最終於1951年停運。

## 地理
奧里納所處的海拔為高於海平面1237米（即4059英呎），而該地所採用的時區為UTC-8，即太平洋时区（PST）。同時該地設有夏令時間，為UTC-8調快一小時，即UTC-7（PDT）。